# Nanhermannia fenneri
Nanhermannia fenneri är en kvalsterart som beskrevs av Balogh 1970. Nanhermannia fenneri ingår i släktet Nanhermannia och familjen Nanhermanniidae. Inga underarter finns listade i Catalogue of Life.